# Max Brod

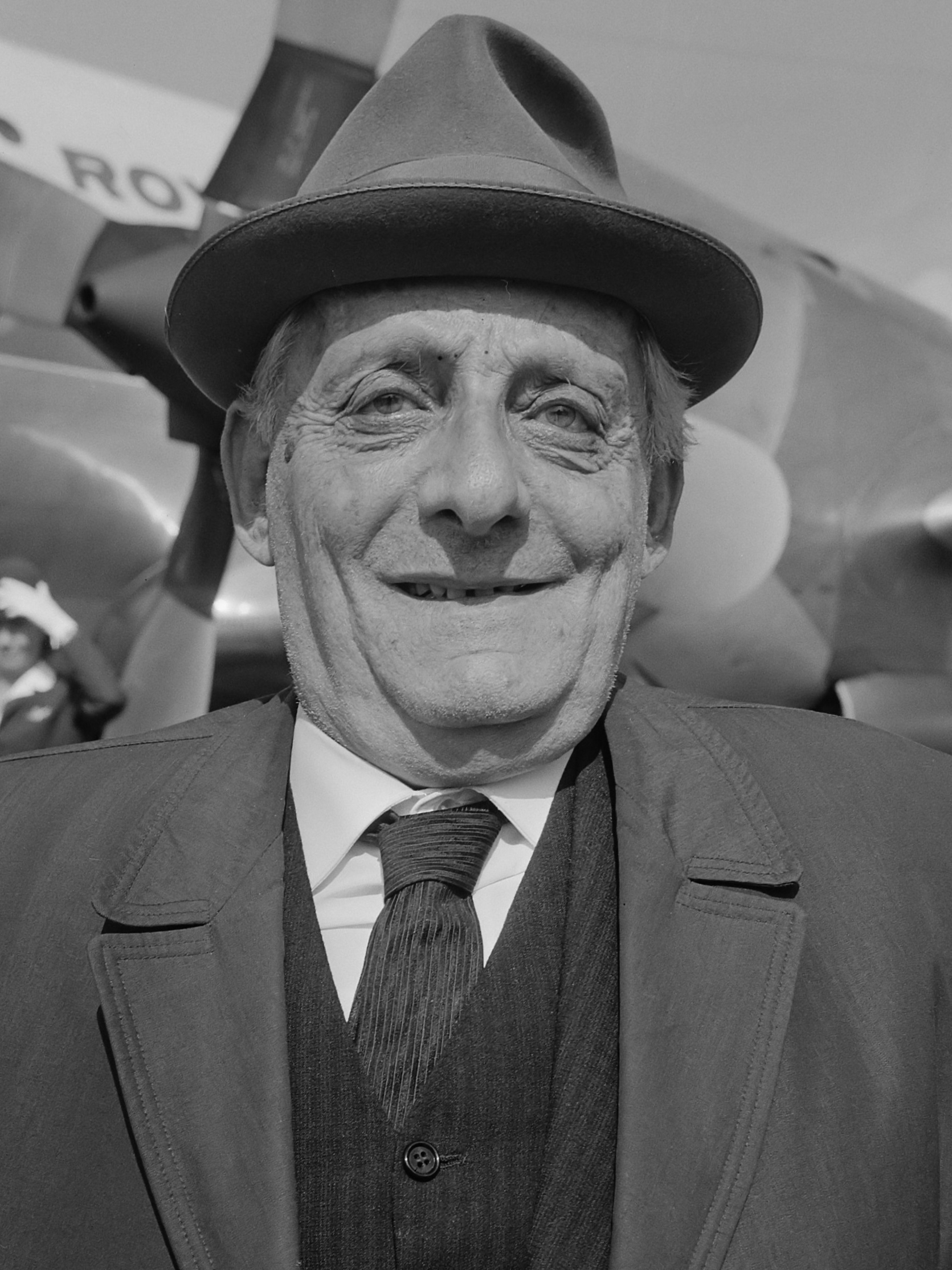
Max Brod (1965).

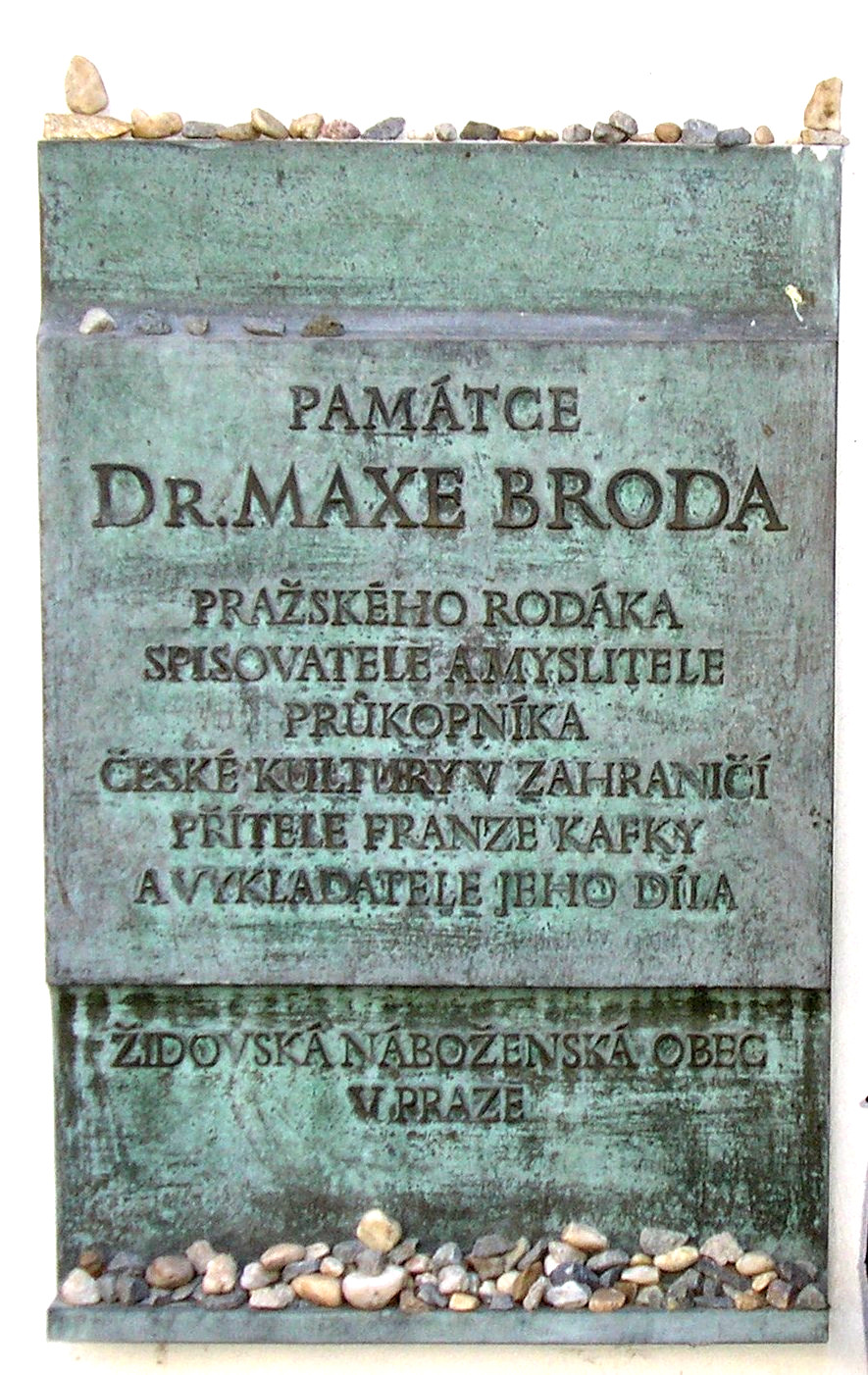
Placa conmemorativa de Max Brod, próxima a la tumba de Franz Kafka.

Max Brod (Praga, 27 de mayo de 1884-Tel Aviv, 20 de diciembre de 1968) fue un escritor, compositor y periodista nacionalizado israelí de origen checoslovaco y germanohablante de origen judío, conocido por ser el amigo y editor de Franz Kafka y Lenka Reinerová.

## Biografía
Brod estudió Derecho en la Universidad de Praga (la cual estaba dividida atendiendo al idioma de los estudiantes: alemán o checo) y se graduó en 1907 para trabajar en el servicio civil.
Conoció a Kafka el 23 de octubre de 1902, cuando ambos eran estudiantes en la Universidad de Praga. Brod había dado un discurso en el vestíbulo de la zona de estudiantes germanohablantes sobre Arthur Schopenhauer; Kafka, un año mayor, se dirigió a él tras el discurso y lo acompañó a casa. A partir de entonces, Brod y Kafka se vieron con frecuencia, a menudo diariamente, y se convirtieron en buenos amigos. Kafka fue un frecuente invitado en la casa familiar de Brod, donde conoció a la que sería su futura novia, Felice Bauer, prima del cuñado de Brod, Max Friedman.
A Brod se le debe la publicación de las obras de Kafka, tanto en vida de éste como después de su muerte en 1924, a pesar de que Kafka le hubiese pedido a su amigo Brod que quemara sus escritos inéditos.
Tras graduarse, Brod trabajó durante un tiempo en el servicio postal. Esta ocupación le permitió comenzar su carrera como crítico de arte, y escritor. Rápidamente llegó a ser un prolífico y exitoso escritor. Su primera novela y cuarto libro, Schloß Nornepygge (Castillo Nornepygge), publicada en 1908 contando tan solo con 24 años, fue celebrada en los círculos de literatura berlineses como una obra maestra del expresionismo. Este y otros trabajos convirtieron a Brod en una conocida personalidad en la literatura alemana. En 1913, junto a Weltsh, publicó la obra Anschauung und Begriff, la cual lo hizo aún más famoso en Berlín y también en Leipzig, donde trabajaba su editor Kurt Wolff.
A partir de 1912 fue un connotado sionista y cuando Checoslovaquia se independizó en 1918 trabajó brevemente como vicepresidente del Jüdischer Nationalrat. A partir de 1924, ya establecido como escritor, trabajó como crítico en el Prager Tagblatt.
En 1939, al tomar los nazis Praga, Brod y su mujer Elsa Taussig emigraron a lo que entonces era el Mandato Británico de Palestina, donde vivió hasta su muerte el 20 de diciembre de 1968 en Tel Aviv, Israel. Continuó escribiendo y trabajando como dramaturgo para Habima, el teatro nacional israelí.

## Obras
- Schloß Nornepygge (Castillo Nornepygge, 1908)
- Weiberwirtschaft (Woman's Work, 1913)
- Über die Schönheit häßlicher Bilder (On the Beauty of Ugly Pictures, 1913)
- Die Höhe des Gefühls (The Height of Feeling, 1913)
- "Anschauung und Begriff", 1913 (together with Felix Weltsch)-->
- Tycho Brahes Weg zu Gott (Tycho Brahe's Way to God 1916)
- Heidentum, Christentum und Judentum (Paganism, Christianity, and Judaism, 1922)
- Reubeni, Fürst der Juden (Reubeni, Prince of the Jews, 1925)
- Zauberreich der Liebe (The Charmed Realm of Love, 1930)
- Biografie von Heinrich Heine (Biography of Heinrich Heine, 1934)
- Die Frau, die nicht enttäuscht (The Woman Who Does Not Disappoint, 1934)
- Novellen aus Böhmen (Novellas from Böhmen, 1936)
- Rassentheorie und Judentum (Race Theory and Judaism, 1936)
- Franz Kafka, eine Biographie (Franz Kafka, a Biography, 1937, later collected in Über Franz Kafka, 1974)
- Franz Kafkas Glauben und Lehre (Franz Kafka's Thought and Teaching, 1948)
- Verzweiflung und Erlösung im Werke Franz Kafkas (Despair and Release in the Works of Franz Kafka, 1959)
- Beispiel einer Deutsch-Jüdischen Symbiose (An Example of German-Jewish Symbiosis, 1961)
- Beinahe ein Vorzugsschüler (Almost a Gifted Pupil)
- Die Frau, nach der man sich sehnt (The Woman For Whom One Longs)
- Annerl
- Rebellische Herzen (Rebel Hearts)
- Die verkaufte Braut (The Sold-Off Bride)